# Правительство Багамских Островов
Правительство Багамских островов - высший исполнительный орган государственной власти Багамских островов.

## Члены правительства
| Правительство Филипа Дэвиса                                   | Правительство Филипа Дэвиса | Правительство Филипа Дэвиса | Правительство Филипа Дэвиса      | Правительство Филипа Дэвиса |
| ------------------------------------------------------------- | --------------------------- | --------------------------- | -------------------------------- | --------------------------- |
| Должность                                                     | Портрет                     | Имя и фамилия               | Партия                           | Срок пребывания в должности |
| Король Багамских островов                                     |                             | Карл III                    | -                                | с 8 сентября 2022 года      |
| Премьер-министр Багамских островов                            |                             | Филип Дэвис                 | Прогрессивная либеральная партия | с 17 сентября 2021 года     |
| Министр труда и по делам семьи острова                        |                             | Клэй Свитинг                | Прогрессивная либеральная партия | с 22 сентября 2021 года     |
| Министр образования, технологий и профессиональной подготовки |                             | Гленин Ханна Мартин         | Прогрессивная либеральная партия | с 22 сентября 2021 года     |
| Министр окружающей среды и природных ресурсов                 |                             | Вон Миллер                  | Прогрессивная либеральная партия | с 22 сентября 2021 года     |
| Министр финансов                                              |                             | Филип Дэвис                 | Прогрессивная либеральная партия | с 22 сентября 2021 года     |
| Министр экономики                                             |                             | Майкл Халкитис              | Прогрессивная либеральная партия | с 22 сентября 2021 года     |
| Министр иностранных дел                                       |                             | Фред Митчелл                | Прогрессивная либеральная партия | с 22 сентября 2021 года     |
| Министр здравоохранения и оздороления                         |                             | Майкл Дарвилл               | Прогрессивная либеральная партия | с 22 сентября 2021 года     |
| Министр национальной безопасности                             |                             | Уэйн Манро                  | Прогрессивная либеральная партия | с 22 сентября 2021 года     |
| Министр жилищного строительства и городского развития         |                             | Кит Белл                    | Прогрессивная либеральная партия | с 22 сентября 2021 года     |
| Министр по правовым вопросами генеральный прокурор            |                             | Райан Пиндер                | Прогрессивная либеральная партия | с 22 сентября 2021 года     |
| Министр по делам Больших Багам                                |                             | Джинджер Мокси              | Прогрессивная либеральная партия | с 22 сентября 2021 года     |
| Министр общественных работ                                    |                             | Альфред Сирс                | Прогрессивная либеральная партия | с 20 сентября 2021 года     |
| Министр социальных служб, вещания и информации                |                             | Майлз Кентворт ЛаРода       | Прогрессивная либеральная партия | с 26 сентября 2023 года     |
| Министр туризма и авиации                                     |                             | Честер Купер                | Прогрессивная либеральная партия | с 22 сентября 2021 года     |
| Министр энергетики и транспорта                               |                             | Джобет Коулби-Дэвис         | Прогрессивная либеральная партия | с 22 сентября 2021 года     |
| Министр молодежи,спорта и культуры                            |                             | Марио Боулег                | Прогрессивная либеральная партия | с 22 сентября 2021 года     |